# Superano Ham-Isorex/Saison 2016
Dieser Artikel listet Erfolge und Fahrer des Radsportteams Superano Ham-Isorex in der Saison 2016 auf.

## Abgänge – Zugänge
| Zugänge                                 | Team 2015                                      | Abgänge             | Team 2016                |
| --------------------------------------- | ---------------------------------------------- | ------------------- | ------------------------ |
| Dillon Byrne                            |                                                | Kevin Claeys        | Douchy-Thalassa Oostende |
| Alexander Cools                         | Vastgoedservice-Golden Palace Continental Team | Vincent De Boeck    | Unbekannt                |
| Mathias Depypere                        |                                                | Jeroen Goeleven     | Unbekannt                |
| Gorik Gardeyn                           | Veranclassic-Ekoï                              | Egidijus Juodvalkis | Karriereende             |
| Ruben Geerinckx                         | Frøy-Bianchi                                   | Aron Kremer         | Unbekannt                |
| Andrew Leigh                            |                                                | Rick Ottema         | Baby-Dump                |
| Alessandro Soenens                      |                                                | Glenn Van De Maele  | Asfra Racing Oudenaarde  |
| Joren Touquet                           | Vérandas Willems                               | Nick van der Meer   | Unbekannt                |
| Ingmar Uytdewilligen (ab 30. September) |                                                | Thomas Van Opstal   | Karriereende             |
| Gosse van der Meer (ab 18. Juli)        |                                                | Bryan Verdoolaeghe  | Tops Antiek-Atom 6       |
| Jens Vandenbogaerde                     | An Post-Chain Reaction                         |                     |                          |
| Kevin Verwaest                          |                                                |                     |                          |

## Mannschaft
| Name                    | Geburtstag        | Nationalität           |         |
| ----------------------- | ----------------- | ---------------------- | ------- |
| Vinnie Braet            | 12. August 1991   | Belgien                |         |
| Dillon Byrne            | 27. Oktober 1990  | Vereinigtes Königreich |         |
| Alexander Cools         | 13. April 1994    | Belgien                |         |
| Jonas Degroote          | 17. Oktober 1995  | Belgien                |         |
| Mathias Depypere        | 31. Dezember 1994 | Belgien                |         |
| Jelle Donders           | 18. Juni 1993     | Belgien                |         |
| Gorik Gardeyn           | 17. März 1980     | Belgien                |         |
| Ruben Geerinckx         | 22. Oktober 1993  | Belgien                |         |
| Andrew Leigh            | 16. März 1995     | Vereinigtes Königreich |         |
| Jelle Mannaerts         | 14. Oktober 1991  | Belgien                |         |
| Alessandro Soenens      | 1. Dezember 1993  | Belgien                |         |
| Kevin Suárez            | 17. Oktober 1989  | Belgien                |         |
| Joren Touquet           | 28. Januar 1993   | Belgien                |         |
| Ingmar Uytdewilligen    | 8. Oktober 1991   | Belgien                |         |
| Gosse van der Meer      | 24. Juni 1995     | Niederlande            |         |
| Kenneth Van Compernolle | 30. März 1988     | Belgien                |         |
| Jens Vandenbogaerde     | 6. Januar 1992    | Belgien                |         |
| Quincy Vens             | 29. April 1986    | Belgien                |         |
| Kevin Verwaest          | 6. Januar 1989    | Belgien                |         |
| Stagiaires              | Stagiaires        | Nationalität           |         |
| Ciske Aneca             | Ciske Aneca       | Belgien                | Belgien |
| Jorden Bothuyne         | Jorden Bothuyne   | Belgien                | Belgien |